# Транс-Альфа
АО «Транс-Альфа» — российское машиностроительное предприятие, располагающееся в Вологде, специализирующееся на производстве общественных транспортных средств.

## История
1994

Акционирование «Вологодского механического завода» (ВМЗ), принятие стратегического решения о развитии на предприятии транспортного машиностроения, в первую очередь троллейбусостроения.
1996

Результатом сотрудничества предприятия с чешским концерном «Škoda Holding» стал выпуск троллейбусов европейского уровня марки Škoda 14TrM. На кредиты Международного банка реконструкции и развития осуществлены их поставки в Вологду и Великий Новгород.
1997

Создана и запущена в серийное производство модель троллейбуса ВМЗ-170, обладающая повышенной надёжностью и электробезопасностью.
1999

На выставке в Москве представлен первый образец модели троллейбуса ВМЗ-263, имеющий значительно улучшенный дизайн кузова, комфортабельные салон для пассажиров и кабину водителя.
2000

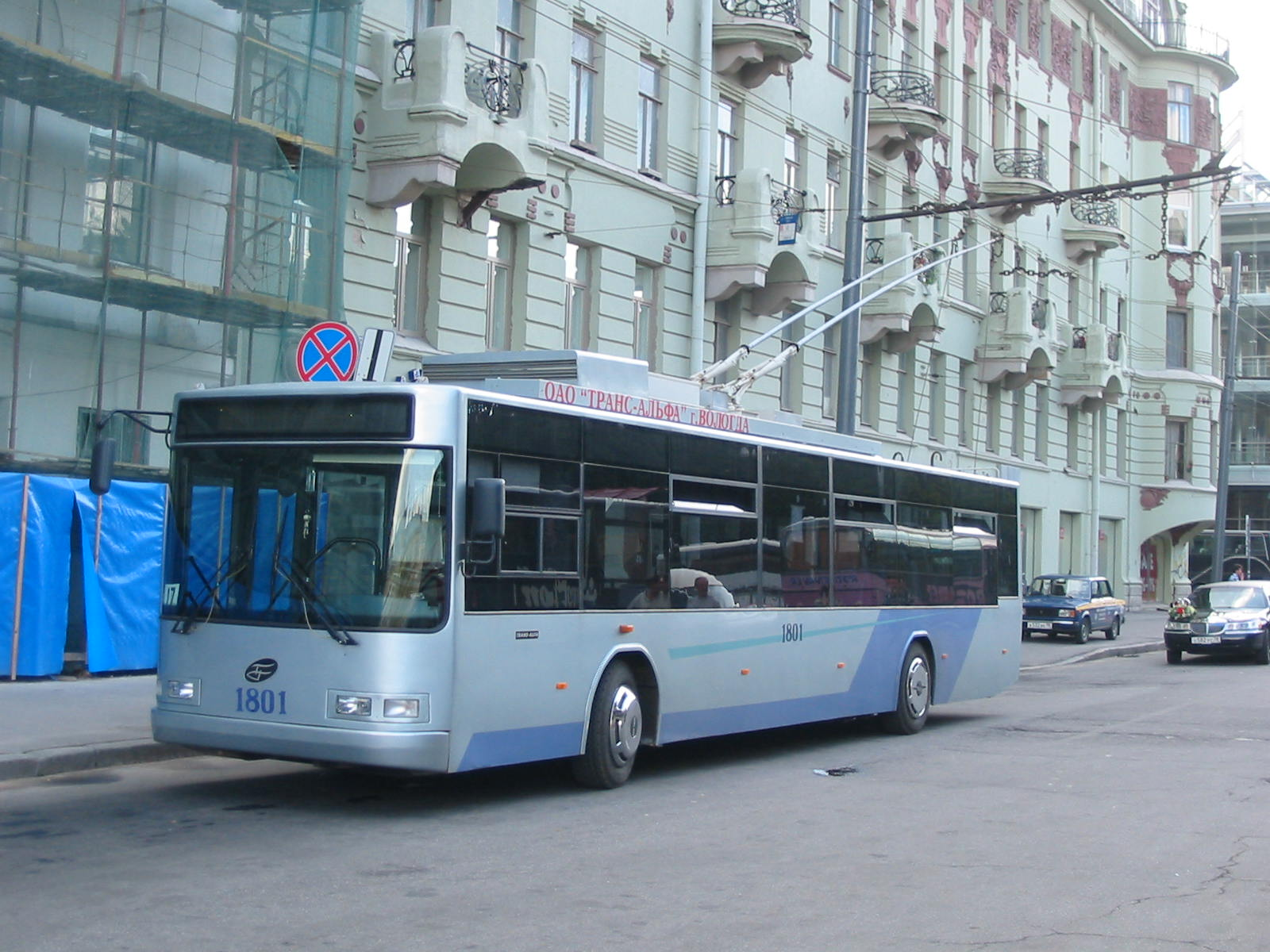
Санкт-Петербург, троллейбус ВМЗ-5298.01

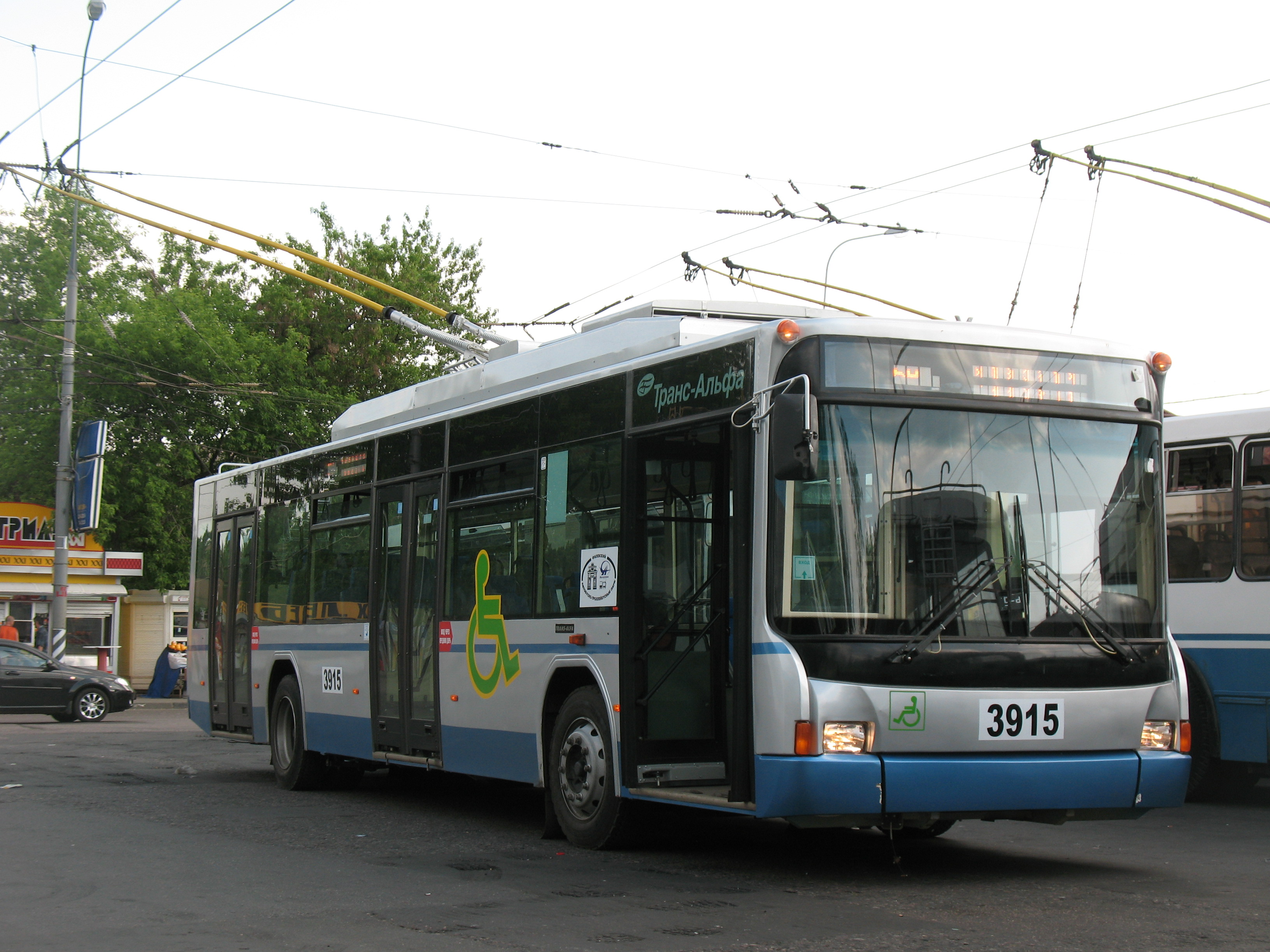
Троллейбус ВМЗ-5298.01 в Москве

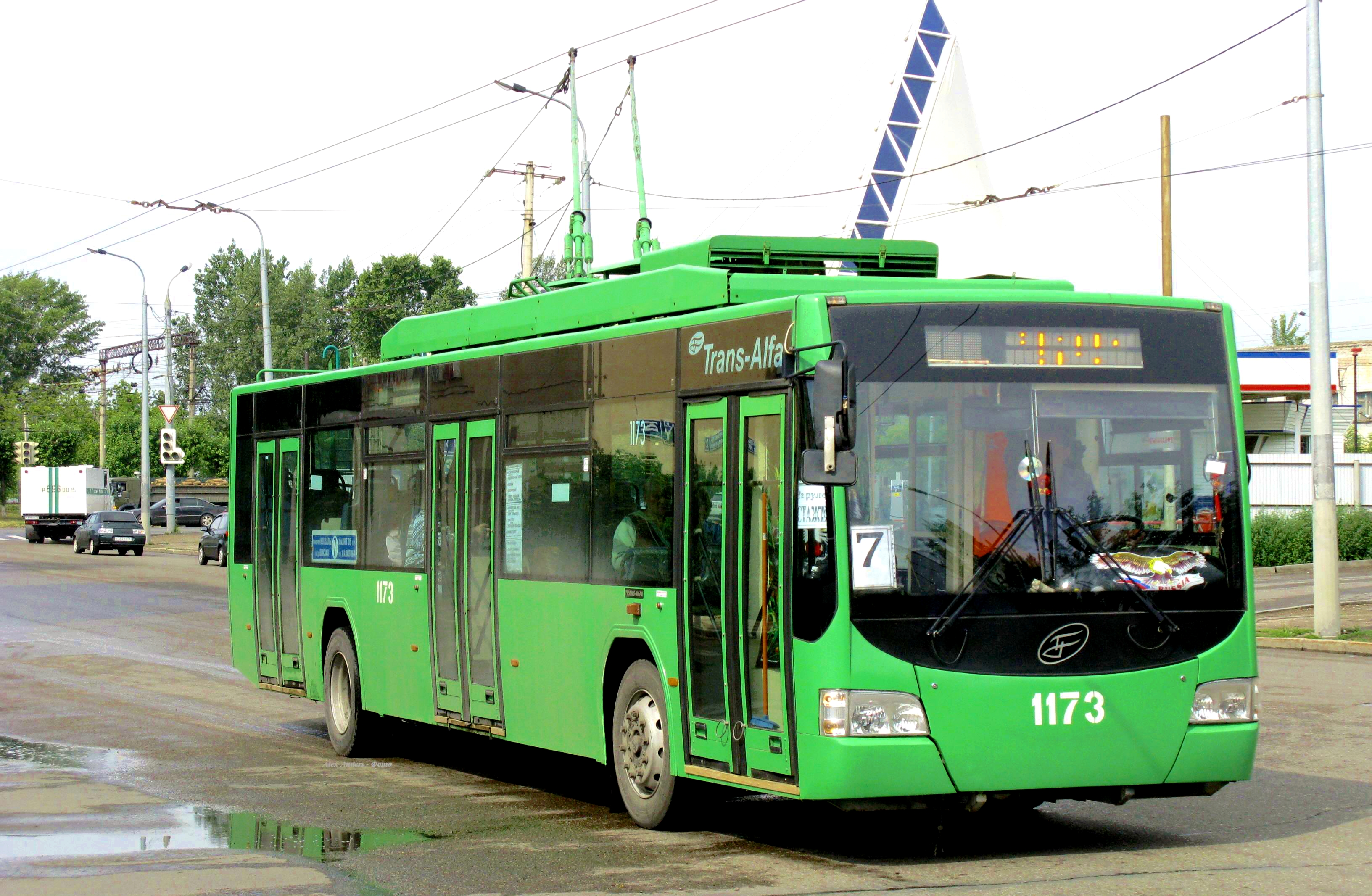
Троллейбус ВМЗ-5298.01 «Авангард» в Казани

Модернизированный ВМЗ-5298.01 «Авангард», Красноярск

Почётным дипломом Московской международной специализированной выставки промышленного и городского транспорта «Промтранс-2000» отмечена модель троллейбуса ВМЗ-375. Эта модель сертифицирована под номером 5298. На международной транспортной выставке в Санкт-Петербурге экспонируется первая в России модель низкопольного троллейбуса.
2001

На выставке «Промтранс-2001» представлен вологодский троллейбус с автономным ходом ВМЗ-5298.30АХ, который может пройти без контактной сети (проводов) до трёх километров, экономя электроэнергию при эксплуатации до сорока процентов. Создана первая модель автобуса большого класса, предназначенного для городских и пригородных перевозок, сертифицированная под номером 5278. В настоящее время автобус модели 5278 запущен в серийное производство. Введена в эксплуатацию технологическая линия конвейера по производству троллейбусов и покрасочный комплекс «SAIMA».
В том же году производство троллейбусов было выделено в самостоятельное предприятие «Транс-Альфа»
2002—2006

Первый в России низкопольный троллейбус производства ОАО «Транс-Альфа» признан лауреатом конкурса «100 лучших товаров России» (2002 г.) и отмечен за качество и соответствие международным стандартам транспорта, используемого в системе городских общественных перевозок, дипломом выставки «Мобильность и городской транспорт», проходившей в рамках 55-го Всемирного конгресса Международного союза общественного транспорта (Мадрид, 2003 г.). Эта модель сертифицирована под номером 5298-01.
В 2003 году запущена в производство модель сочленённого троллейбуса 6215.
В 2006 году запущена в производство модель сочленённого троллейбуса 62151 с низким уровнем пола.
2008

На выставке «Комтранс-2008» в Москве представлен автобус ВМЗ-4252 "Олимп", кузов которого сделан на базе троллейбуса "Авангард".
2013—2017

18 июля 2013 года ООО «Торговый Дом «Электромаш» обратилось в арбитражный суд с заявлением о признании несостоятельным (банкротом) ОАО «Транс-Альфа ЭЛЕКТРО». Тем не менее производство было продолжено.
В октябре 2014 года в отношении руководителя предприятия «Транс-Альфа Электро» было возбуждено уголовное дело по факту невыплаты зарплат. В апреле 2016 года уголовное дело было передано в суд.
В ноябре 2017 года Сбербанк выставил всё имущество заводов ВМЗ и Транс-Альфа, включая земельный участок на продажу на сайте Avito за 134,6 миллиона рублей. В то же время было создано новое юридическое лицо АО «Стройтранс», которое продолжило выпуск троллейбусов.
2019

В мае 2019 года на Российской неделе общественного транспорта была представлена новая модель электробуса 5298.02 «Сириус». 25 июня собрание акционеров единогласно проголосовало за возвращение заводу прежнего названия — АО «Транс-Альфа».
2022 

На ежегодном международном фестивале «SPbTransportFest 2022» представлен модернизированный троллейбус ВМЗ-5298.01«Авангард» с увеличенным автономным ходом от 20 км Петербургский ГУП «Горэлектротранс» и ООО «Торговый дом Транс-Альфа» заключили двухлетний контракт на поставку 166 таких троллейбусов. Кроме этого, Санкт-Петербург приобрёл 23 троллейбуса особо большого класса ВМЗ-6215.01 «Премьер». Новые «Авангарды» поступили в эксплуатацию на маршруты в Мурманск и Альметьевск. В конце года на обкатку в город Рыбинск поступили два электробуса «Сириус».
2023 

Модернизированный «Авангард» поставляется в Братск. В конце года Петербургским «Пассажиравтотрансом» и Торговым домом «Транс-Альфа» подписан контракт на поставку 28 электробусов модели 5298.02 «Сириус» до 31 июля 2024 года.
2024 

C 2024 года новые троллейбусы поставляются в Волгоград и Ярославль. Заключены контракты на поставки троллейбусов в Ковров, Петрозаводск и Владивосток.
АО «Транс-Альфа» планирует строительство нового завода под Псковом.

## География поставок
Троллейбусы, изготовленные на АО «Транс-Альфа», эксплуатируются во многих городах Российской Федерации от Калининграда до Владивостока и от Мурманска до Махачкалы. Имеются в активе предприятия и зарубежные поставки.

## Продукция
| изображение | название | годы производства                                                                                                | количество                    | примечания |
| Троллейбусы | Троллейбусы | Троллейбусы | Троллейбусы                   | Троллейбусы |
| ----------- | --- | --- | ----------------------------- | --- |
|             | ВМЗ-100 ВМЗ-170 ВМЗ-184 | 1995 — 2001 1998 — 2003 2001                                                                                     | 69 130 1                      | высокопольный троллейбус на базе ЗиУ-682 |
|             | Škoda 14TrM | 1996 — 1998 | 41                            | выпуск по лицензии |
|             | ВМЗ-263 ВМЗ-273 ВМЗ-201 ВМЗ-373 | 1999 2000 2001                                                                                                   | 1 2 1                         | опытные троллейбусы |
|             | ВМЗ-5298.00 (ВМЗ-375) ВМЗ-5298.01 (ВМЗ-463) ВМЗ-5298.01 (ВМЗ-475) ВМЗ-5298-020 ВМЗ-5298-20 ВМЗ-5298-22 ВМЗ-5298.30АХ ВМЗ-5298.01«Авангард» ВМЗ-52981 | 2000 — 2009 2000 — 2009 2003 — 2006 2003 — 2009 2004 — 2005 2003 — 2005 2000 — 2005 2008 — наст. время 2009—2015 | 353 204 38 14 82 21 2 1184 80 | высокопольные троллейбусы Транзисторно-импульсная система управления (ТрСУ) Реостатно-контакторная система управления (РКСУ) высокопольный троллейбус с автономным ходом (АХ) 3 км. низкопольный троллейбус, с 2022 года выпускается версия с автономным ходом от 20 км |
|             | ВМЗ-6215 ВМЗ-62151 «Премьер» ВМЗ-6215.01«Премьер» | 2003 — 2008 2006 — 2012 2022                                                                                     | 16 48 23                      | сочленённый высокопольный троллейбус сочленённый низкопольный троллейбус сочленённый низкопольный троллейбус с автономным ходом от 20 км на безе ВМЗ-5298.01 «Авангард»                                                                                                 |
| Электробусы | | |                               | |
|             | ВМЗ-5298.02 «Сириус» | 2019 — 2024 | 26                            | низкопольный электробус с увеличенным автономным ходом в 200 км |
|             | ВМЗ-6215.02 «Орион» | 2023 | 1                             | сочленённый низкокопольный электробус с увеличенным автономным ходом в 200 км |
| Автобусы    | | |                               | |
|             | ВМЗ-5278 | 2001 — 2003 | 2                             | |
|             | ВМЗ-4252 "Олимп" ВМЗ-42521 | 2008 — 2011 2009 — 2010                                                                                          | 173 7                         | полунизкопольный автобус на шасси КамАЗ-5297 |